# Čakavisch
Das Čakavische (kroatisch čakavština) ist eine westsüdslawische Sprache, die in Kroatien gesprochen wird. Wie das Kajkavische und im Gegensatz zum Štokavischen ist das Čakavische ausschließlich dort beheimatet und – mit Ausnahme der Varietäten des Burgenlandes, wo es eine eigenständige burgenlandkroatische Schriftsprache auf überwiegend čakavischer Grundlage gibt – vollständig von der kroatischen Standardsprache überdacht. 
Die Bezeichnung Čakavisch rührt von dem in dieser Mundart gebräuchlichen Fragewort ča (deutsch was) her – im Unterschied zum kajkavischen kaj und zum štokavischen što/šta. Das Čakavische zeichnet neben seinen ererbten lautlichen und morphosyntaktischen Merkmalen vor allem in den Küstengebieten seine Beeinflussung durch romanische Sprachen, wie das Italienische, vor allem das Venetische, aus. Hinzu kommt, dass der čakavische Dialekt in einigen Gebieten die bis zum Ende des 19. Jahrhunderts ausgestorbene romanische Sprache Dalmatisch als Umgangssprache ersetzt hat.

## Verbreitung

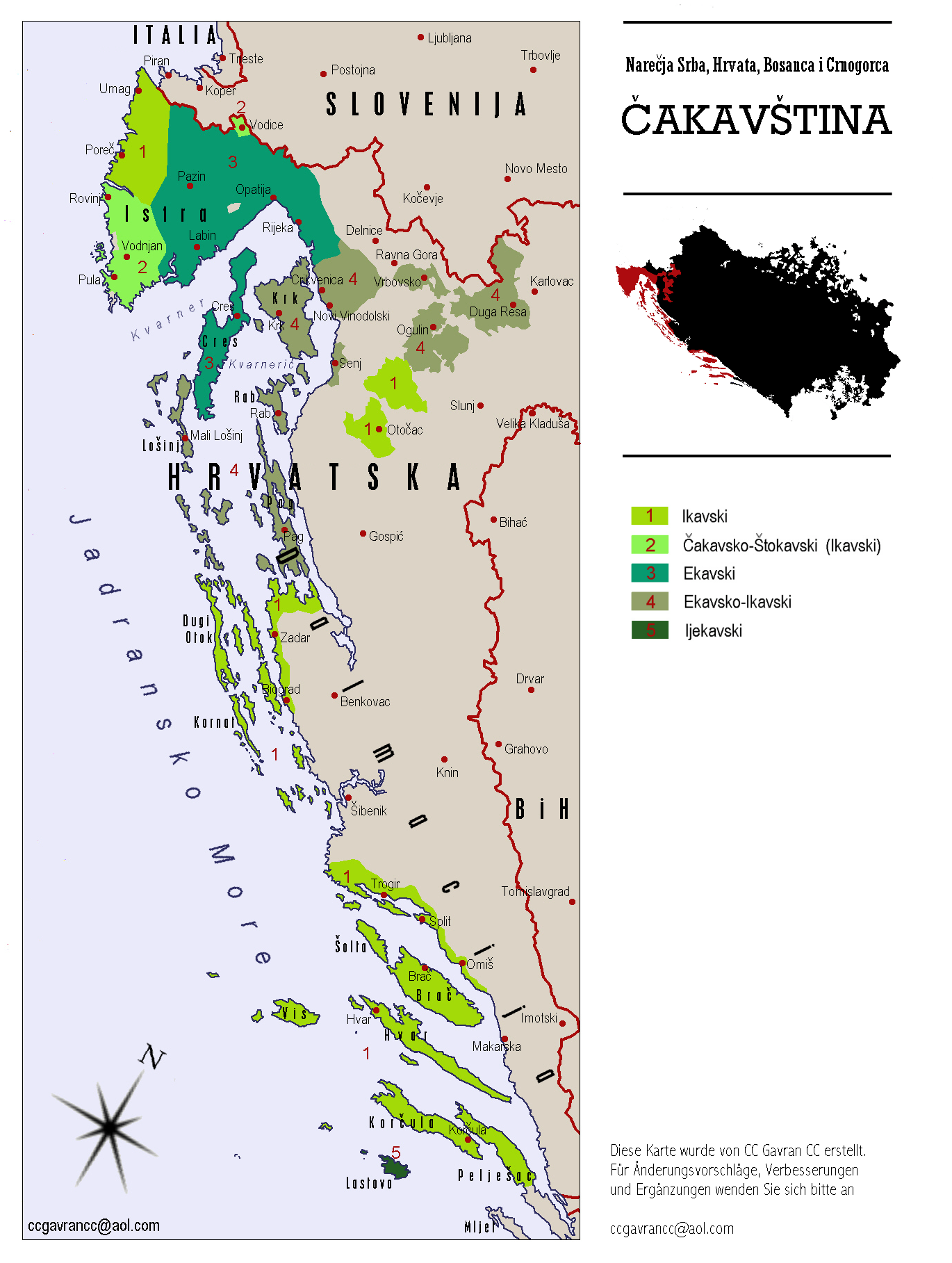
Verbreitung des Čakavischen

Der čakavische Sprachraum beschränkt sich fast ausschließlich auf die kroatischen Küstengebiete. Er umfasst am nordkroatischen Festland ganz Istrien, den Küstenbereich um Rijeka etwa bis Novi Vinodolski sowie als Enklave die Küstenstadt Senj. Nur hier, östlich von Rijeka, reicht der čakavische Sprachraum relativ weit ins Binnenland, in östlicher Richtung fast bis nach Karlovac und von Ogulin aus in südlicher Richtung bis nach Otočac und Brinje. Darüber hinaus gehören alle kroatischen Inseln bis Mljet zum čakavischen Sprachgebiet. Ferner wird auch in Teilen des dalmatinischen Festlandes, nämlich in und um Zadar, Trogir und Split sowie im nordwestlichen Teil der Halbinsel Pelješac čakavisch gesprochen. 
Auch der größte Teil der kroatischen Bevölkerung im österreichischen Burgenland spricht čakavische Varietäten. Es handelt sich hierbei um die im Bezirk Güssing und in den Gemeinden Kohfidisch und Deutsch Schützen-Eisenberg im Bezirk Oberwart ansässigen Burgenlandkroaten.
Sprachen in direkter Nachbarschaft des čakavischen Verbreitungsgebiets sind (neben dem Štokavischen und Kajkavischen) das Italienische (Venetische), das Istriotische, das Istrorumänische und das Slowenische.

## Dialekte
Wie das Štokavische lässt sich das Čakavische nach dem Reflex des urslawischen Vokals Jat in ekavische, ikavische und ijekavische Dialekte einteilen, darüber hinaus gibt es ekavisch-ikavische Dialekte, in denen der Jat-Reflex abhängig vom lautlichen Kontext zwischen e und i variiert.
Ikavisches Čakavisch: im gesamten čakavischen Dalmatien, außer auf den Inseln Pag und Lastovo (Split, Trogir, Omiš, Korčula, Zadar), im Nordwesten Istriens (Umag, Novigrad, Poreč) sowie im čakavischen Inlandbereich südlich von Josipdol (Otočac);
Ikavisches Čakavisch-Štokavisch: im Südwesten Istriens (Pula, Rovinj, Vodnjan) sowie in der Ortschaft Vodice an der Grenze zu Slowenien;
Ekavisches Čakavisch: im Osten Istriens (Pazin, Labin), im nördlichen Küstenbereich der Gespanschaft Primorje-Gorski kotar (Rijeka, Opatija) sowie auf der Insel Cres;
Ekavisch-Ikavisches Čakavisch: auf den Inseln Krk (mehrere klar voneinander differenzierbare Dialektvarianten, die sich von denen auf dem Festland nochmals stark unterscheiden), Rab, Lošinj, Pag und den benachbarten kleineren Inseln, im südlichen Küstenbereich der Gespanschaft Primorje-Gorski kotar (Crikvenica, Novi Vinodolski), in Senj sowie im Binnenland zwischen Rijeka und Karlovac (Gacka, Brinje, Vrbovsko, Ogulin, Duga Resa);
Jekavisches Čakavisch: auf Lastovo

## Geschichte
Der romanische, vor allem venezianische Einfluss auf das Čakavische ist u. a. die Folge des Jahrhunderte währenden politischen, wirtschaftlichen und kulturellen Einflusses Venedigs auf den Küstenbereich des heutigen Kroatien. 
Bereits zur Zeit der kroatischen Königreiche um 1000 n. Chr. herrschte Venedig über bedeutende Teile Istriens, über die kroatische Inselwelt und die Küste um Zadar, Trogir und Split. Weder Ungarn, Österreich, das Osmanische Reich oder eine andere Macht konnten die Ausdehnung und Festigung der venezianischen Herrschaft in Istrien, im Kvarner und in Dalmatien bis zum Ende des 18. Jahrhunderts brechen. Erst 1797 wurde Venedig von Napoleon besetzt und 1805 in das Königreich Italien, einen Marionettenstaat Napoleons, eingegliedert. Ab 1809 gehörten die čakavischen Gebiete als Teil der Illyrischen Provinzen direkt zum Kaiserreich Frankreich. Der Wiener Kongress 1815 führte zum Anschluss aller čakavisch-sprachigen Gebiete an das Kaisertum Österreich. Nach dem Ersten Weltkrieg und der Auflösung Österreich-Ungarns gelang es nicht, alle čakavischen Gebiete in das neu gegründete Königreich der Serben, Kroaten und Slowenen (ab 1929 Königreich Jugoslawien) zu integrieren. Stattdessen wurden bedeutende Teile des čakavischen Sprachraums (Istrien, Rijeka, Zadar, Cres, Lošinj und Lastovo) an das Königreich Italien angeschlossen. Während des Zweiten Weltkriegs wurde der čakavisch-sprachige Raum durch die italienischen Annexionen in Jugoslawien nahezu vereint. Nur die Inseln Brač, Hvar und Pag sowie die Binnengebiete im Norden werden Teil des faschistischen Kroatien (Unabhängiger Staat Kroatien). Erst nach dem Zweiten Weltkrieg wurden die vormals italienischen Gebiete dem nunmehr sozialistischen Jugoslawien zugesprochen und der Teilrepublik Kroatien angeschlossen.
Obwohl damals eine große Anzahl italienischsprachiger Bewohner emigrierte, spielt vor allem in Istrien und auf den nördlichen Inseln das Italienische bis heute eine nicht unbedeutende Rolle.

## Čakavischer Wortschatz
Hier sind einige Beispiele für čakavische Wörter mit ihrer Übersetzung in die kroatische Standardsprache sowie ggf. ihrer slawischen Etymologie.
- Kissen: čak. kušin, stand. kroat. jastuk (allerdings ist dieses Wort aus dem Türkischen entlehnt),

Hier sind einige Beispiele für speziell čakavische Wörter mit ihrer Übersetzung in die kroatische Standardsprache sowie ggf. ihrem Ursprung im Italienischen oder Venezianischen.
- Tomate: čak. pomidor / pomidora, stand. kroat. rajčica, ital. pomodoro
- Büstenhalter: čak. ređipet, stand. kroat. grudnjak, ital. reggipetto
- Gurke: čak. kukumar, stand. kroat. krastavac, venezian. cogoma
- Schraubenzieher: čak. kacavida, stand.kroat. odvijač, venezian. cassavide, ital. cacciavite
- Schrank: čak. armerun, stand. kroat. ormar, venezian. armaron, ital. armadio
- Laken: čak. lancun, stand. kroat. plahta, ital. lenzuolo
- herablassen: čak. kalat' , stand. kroat. spustiti, ital. calare
- Gabel: čak. pirun / perun, kroat. vilica, venezian. piron (stand. ital. forchetta)
- Bohne: čak. fažol, kroat. grah, venezian. fasiol, ital. fagiolo